# Mesnilus nigella
Mesnilus nigella là một loài ruồi trong họ Tachinidae.